# Myling
Ein Myling (schwedisch: myling, myrding) war im schwedischen Volksglauben ein Wiedergänger eines ungetauften, neugeborenen Kindes, das von seiner Mutter ermordet und versteckt wurde. Manchen Überlieferungen zufolge wurde das tote Kind sogar unter dem Holzboden in der Hütte begraben, um die ungewollte Geburt des Kindes zu verbergen.

## Etymologie
Das Wort stammt vom schwedischen myrding bzw. mörding, abgeleitet von altschwedisch: myrða mit der Bedeutung „morden“. Myling bedeutet also „Ermordetes“. Das Wort ist im schwedischen Sprachgebrauch seit 1647 belegt. Es entspricht dem norwegischen „utburd“.

## Erscheinungsform
In den Volkssagen wird erzählt, wie die Mutter bekannt wird, wenn der Myling ein Lied über sein Schicksal singt. Mylinge glaubte man an Orten zu finden, an denen junge Mütter ihr getötetes Kind versteckt haben könnten, zum Beispiel unter Hundsrosen, in Komposthaufen, in Mooren, an Waldhängen oder in Lagerräumen. Von diesen Orten konnte man manchmal Kinderschreie hören. Das ungetaufte Kind konnte man ebenfalls um Hilfe rufen hören mit den Worten: „Gib mir einen Namen!“ und man konnte das Kind retten, indem man antwortete: „Du kannst meinen haben, ich heiße  N. N.“ Man konnte auch helfen, indem man die Leiche suchte und sie dann in geweihter Erde auf dem Friedhof begrub.

## Sagen
Eine Sage berichtet von einem alten Tagelöhner, der auf dem Weg von der Kneipe war und von einem kleinen Jungen mit folgenden Worten angesprochen wurde: Opa, Opa, bekomme ich Pappa?" (Das Wort „Pappa“ ist dialektal und bedeutet stillen). Der Alte weigerte sich, sich auf die Frage einzulassen, aber der Junge stellte die Frage immer wieder, bis der Alte entgegnete: „Wenn du einen Pappa hast, so lass dich stillen, aber du wirst nicht von mir gestillt.“ Der Junge verschwand. Als der Alte schließlich nach Hause in seine Stube kam, fand er seine noch zu Hause wohnende Tochter tot auf dem Ausziehsofa voller Blut, das aus ihren Brüsten floss. Die Antwort des Alten gab dem Jungen die Möglichkeit, sich an seiner Mutter zu rächen. Als der Junge die Erlaubnis erhalten hatte, gestillt zu werden, da wusste er, wohin er gehen musste.